# СМС Ерцхерцог Франц Фердинанд
СМС Ерцхерцог Франц Фердинанд (SMS Erzherzog Franz Ferdinand) био је аустроугарски бојни брод класе Радецки класификован као преддреднот. Добио је име по престолонаследнику Фрањи Фердинанду. Поринут је у Трсту 1908. године.
Први светски рат је провео у пулској луци, а јидино ратно дејство је имао у бомбардовањима Анконе 1915. године. Године 1918, након италијанске окупације Истре, брод плени италијанска војска. 25. марта 1919. године. Италијани су одржали велику „победничку параду“ у Венецији где су приказали овај брод уз остале. „Франц Фердинанд“ је изрезан 1921. године.